# إندر سيلاغ
إندر سيلاغ (بالمجرية: Csillag Endre)‏ هو موسيقي مجري، ولد في 12 أكتوبر 1957.

## وصلات خارجية
- إندر سيلاغ على موقع IMDb (الإنجليزية)
- إندر سيلاغ على موقع ميوزك برينز (الإنجليزية)
- إندر سيلاغ على موقع ديسكوغز (الإنجليزية)